# Sapphire of Istanbul
Sapphire of Istanbul är en skyskrapa som ligger i Istanbul och är Turkiets fjärde högsta skyskrapa. Det var Istanbuls och Turkiets högsta skyskrapa mellan 2010 och 2016, och den fjärde högsta byggnaden i Europa när konstruktionen stod klar 2010.  
Sapphire of Istanbul reser sig 54 våningar över marknivån och har en takhöjd ovan jord på 238 meter: konstruktionen har en total strukturell höjd på 261 meter inklusive dess spira, som är en del av designen snarare än en radioantenn. Det är landets första ekologiska skyskrapa. Byggnaden är ritad och konstruerad av arkitekten Murat Tabanlıoğlu. 